# مدينة الكوة
تقع مدينة الكوة في ولاية النيل الأبيض بجمهورية السُّودان يحدُّها جنوباً ربك وعلي بُعد 286 كلم جنوباً من الخرطوم.

## سبب التسمية
كوة، تعني انحناءة النهر
الكوة الحالية بدأ العمران الحديث فيها منذ 1905 حيث شيدت أول مدرسة ابتدائية، بعد 3 أعوام من افتتاح كلية غردون.

## أبرز المعالم والأنشطة
تمتاز المدينة بموقعها الجغرافي وجوَّها الجميل وشُهِدَ لها بأنها في العهد القديم مركزاً للتجارة ومحطَّة للملاحة النهرية وبها ثاني أقدم مدرسة ابتدائية بالسُّودان تأسست عام 1905 وكذا مركز كُبانية اتصالات في الحكم الثنائي. تتميز طبيعتها الرملية ووقوعها للجهة الشرقية للنيل الأبيض ويوجد بها مصنع سكر النيل الأبيض.

## لمحة تاريخية

### آثار الإنسان الأول
قبل 4000 عام ق.م، في العصر الحجري وجدت قطع من الأدوات الفخارية والأعمدة الحجرية وأدوات القطع، وتعرف بحقية الإنسان الأول وتعرف باسم «حضارة الخرطوم» أو «حضارة الشهيناب» 

### منطقة أليس
في العصر المروي عرفت بهذا الاسم، ووجدت آثار لقصر يعرف محليا ب«قصر أم صبرو» وما زالت آثاره باقية. واليس بالنوبية تعني الميناء ، وكانت ميناء للذين يعبرون من الغرب إلى الشرق، وكانت القوافل تأتي من غرب أفريقيا نحو البحر الأحمر أو شمالا إلى مصر. واستمرت كذلك حتى الحكم العثماني حيث كانت آخر المراكز في العام 1825 . وأُقيم بها مكتب للبريد والبرق، حيث أرسل منها الإمام المهدي برقيته الشهيرة للحاكم التركي آنذاك.

## أعلام
- التجاني الماحي
- قاسم عثمان نور
- عبد الله شابو